# Baszta Łabędź
Baszta Łabędź (niem. Schwanturm) – gotycka zabytkowa baszta w Gdańsku, będąca najdalej na północ wysuniętym elementem średniowiecznych fortyfikacji Głównego Miasta.
Znajduje się przy Targu Rybnym, nad Motławą. Z tego miejsca odpływa gdański tramwaj wodny.

## Historia
Baszta została zbudowana na fundamentach Baszty Rybackiej (Fischturm), wzniesionej w drugiej połowie XIV wieku przez zakon krzyżacki, wraz z istniejącym dawniej w Gdańsku zamkiem. Baszta Rybacka dodatkowo kontrolowała port na Motławie. Baszta została zniszczona przez gdańszczan w 1454 roku, a następnie odbudowana i podwyższona o jedną kondygnację, ale kierunek ostrzału zwrócono na sąsiadujące Zamczysko. Otrzymała formę ceglanego ściętego walca, nakrytego stożkowatym dachem ceramicznymi.
Gdy baszta straciła znaczenie obronne, została opleciona ciasną zabudową niedużych kamieniczek. W 1945 roku została poważnie uszkodzona. Zniszczenie podczas II wojny światowej zabudowy mieszkalnej wokół niej spowodowało, że baszta pojawiła się na nowo w krajobrazie miasta. Została odrestaurowana w 1967 roku. Obecnie mieści się w niej siedziba Polskiego Klubu Morskiego. W 2010 roku w bezpośrednim sąsiedztwie baszty została zakończona budowa Hotelu Hilton.

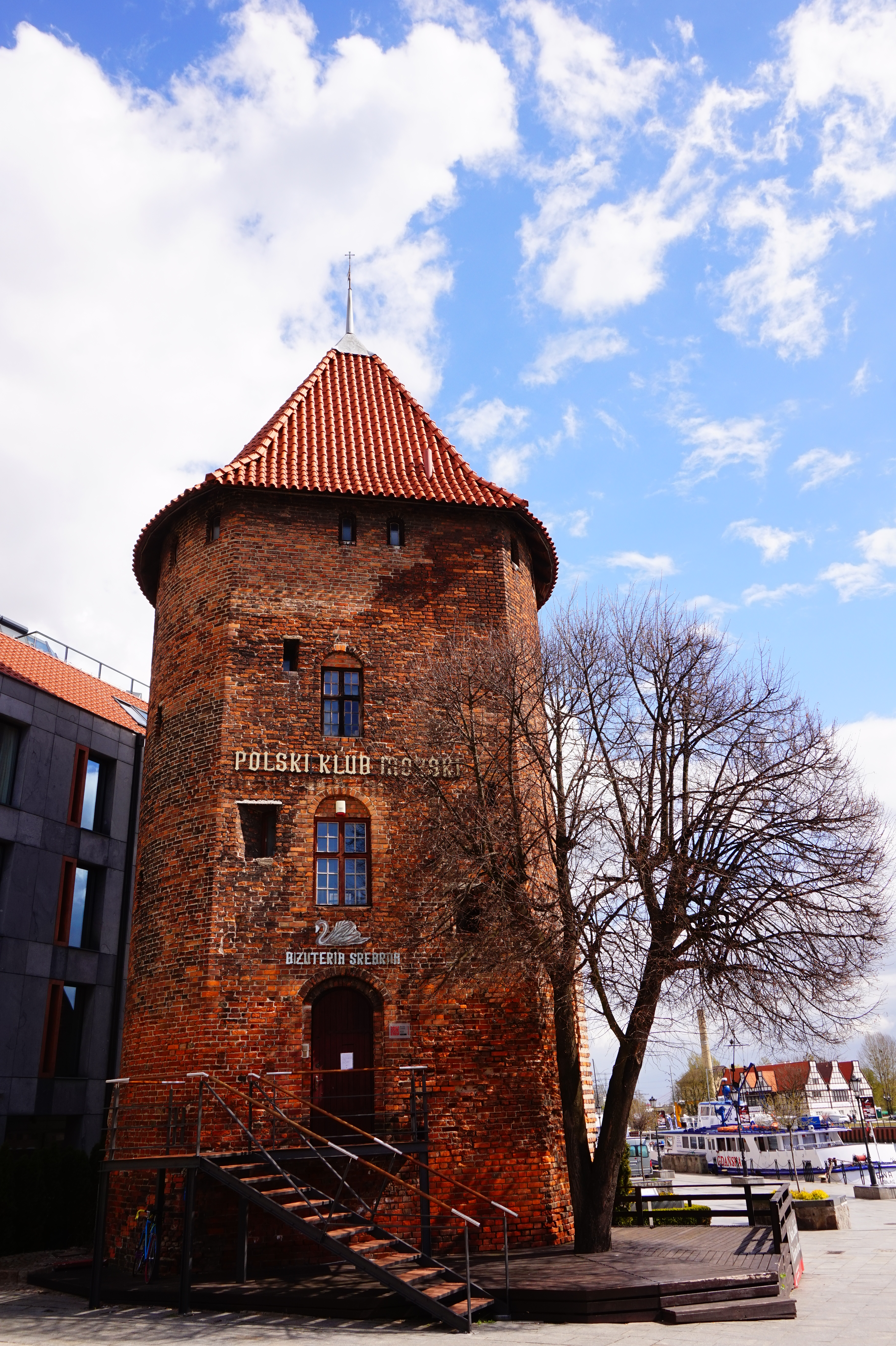
Strona wewnętrzna, zamurowana
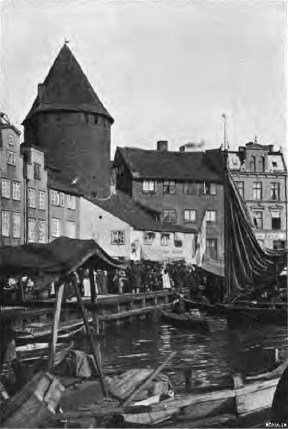
Baszta obudowana kamieniczkami, ok. 1900
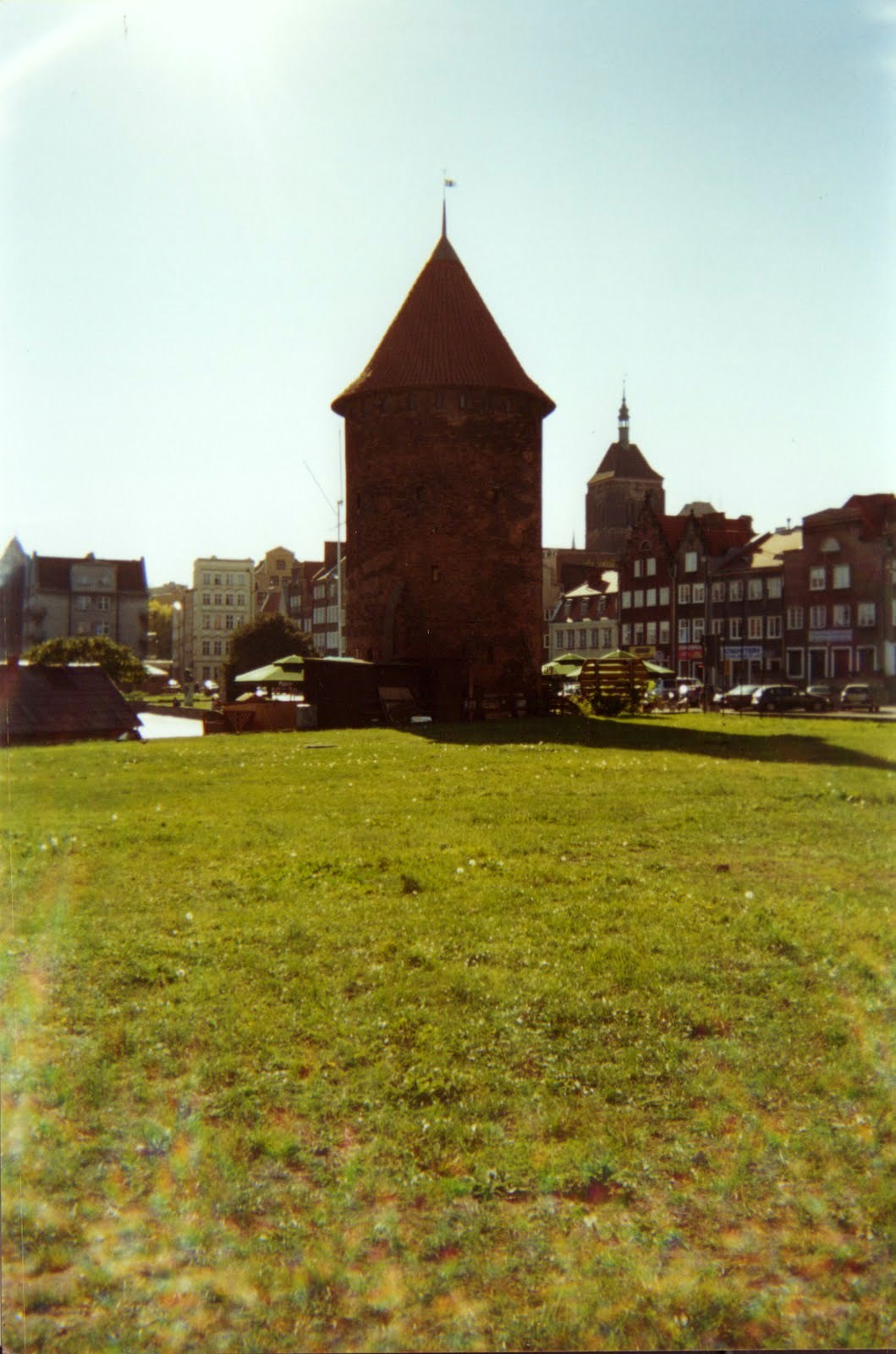
Baszta pozbawiona otaczającej zabudowy, 2006
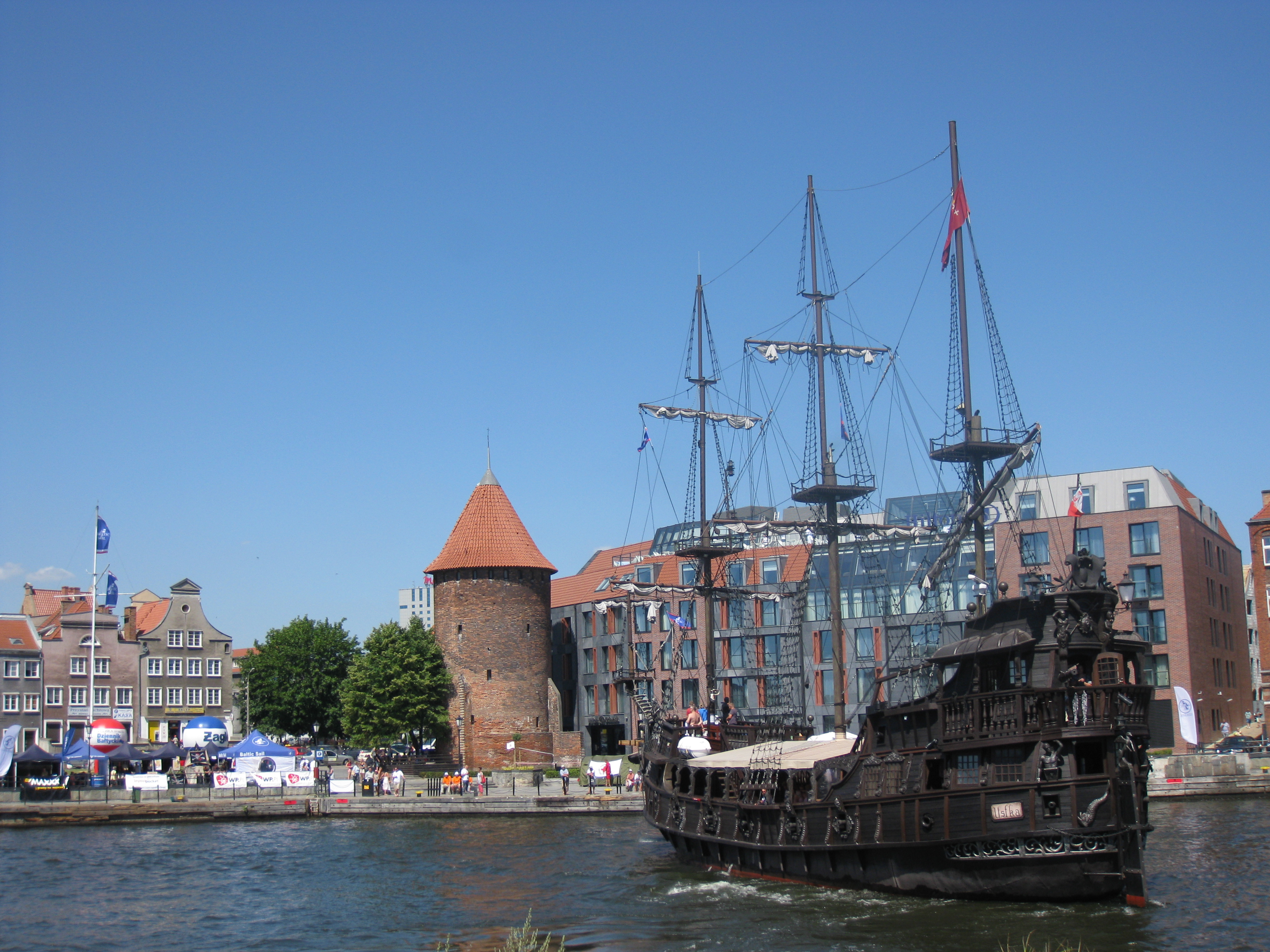
Baszta i historyczny gdański port
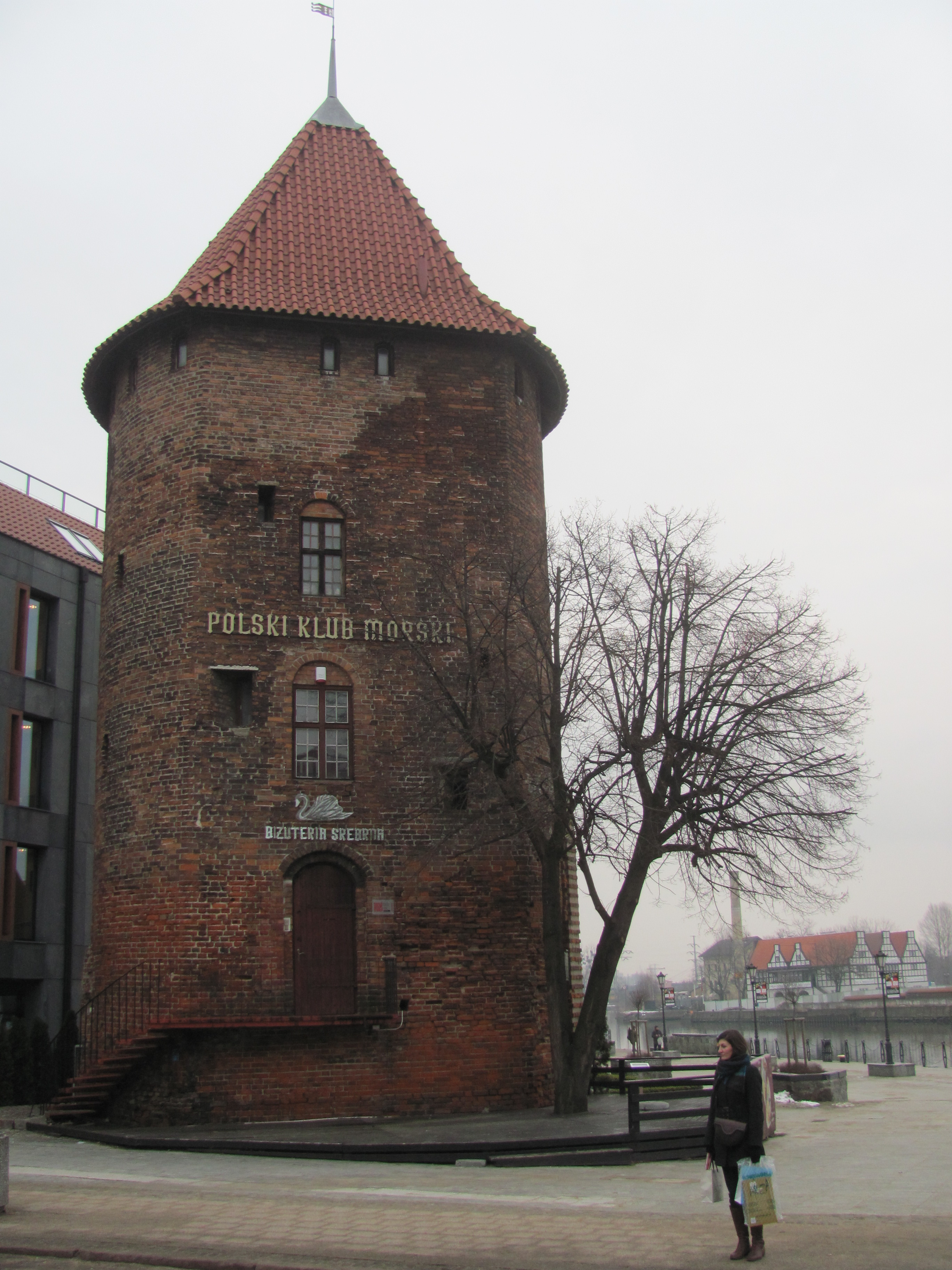
Baszta Łabędź Gdańsk, siedziba Polskiego Klubu Morskiego. W tle po prawej komin parowej przepompowni ścieków z lat 1860. na wyspie Ołowiance